# Diario VI Región
Diario VI Región es un periódico matutino chileno, de carácter regional, distribuido en la Región del Libertador Bernardo O'Higgins.
Fue fundado el 1 de mayo de 1952 por el sanfernandino Ramón Morales Moraga como La Región. El 17 de mayo de 1997 cambió su nombre a Diario VI Región.

## Directivos

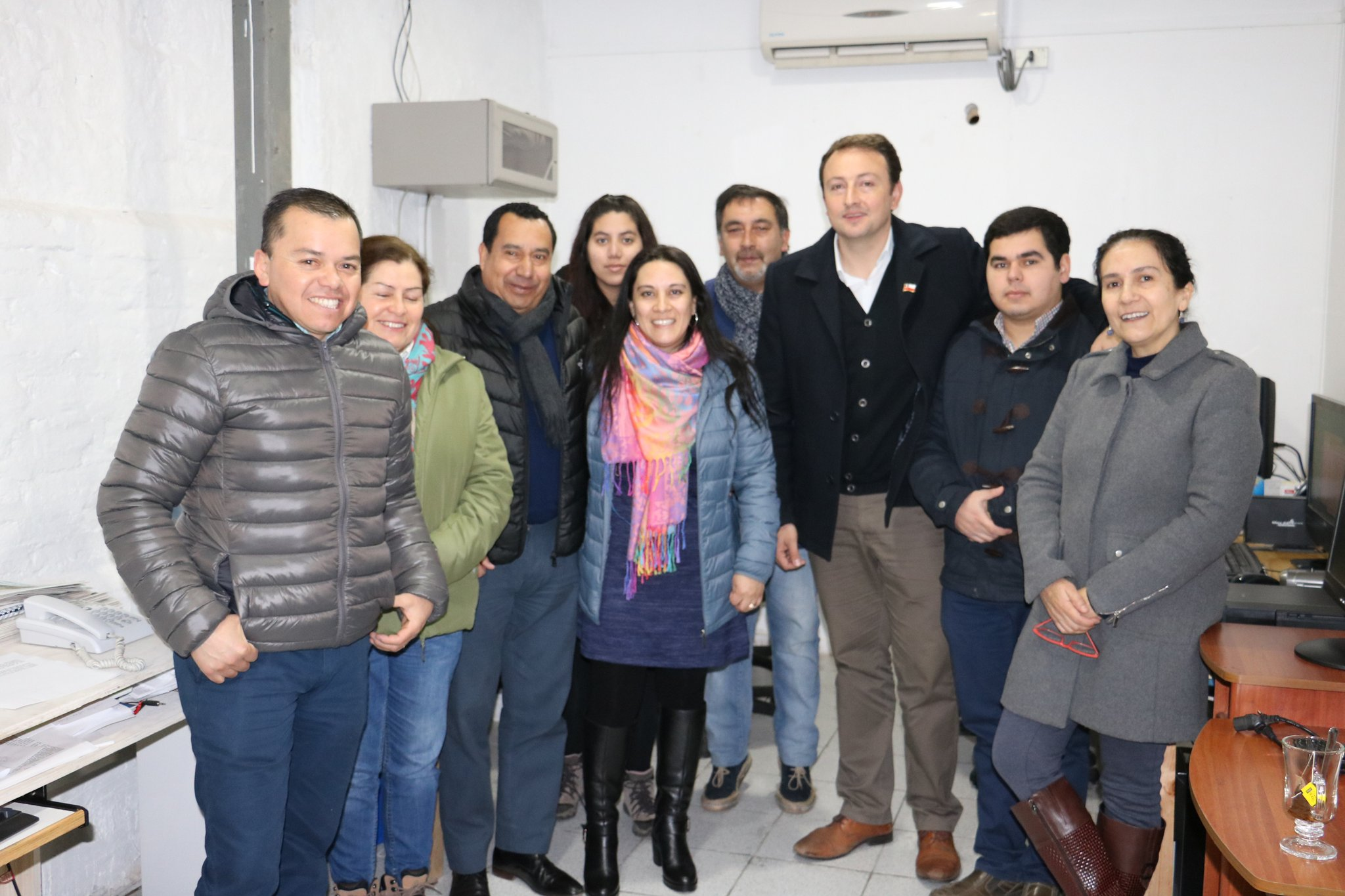
El gobernador de Colchagua Yamil Ethit (tercero de derecha a izquierda) junto a empleados de Diario VI Región, julio de 2018

- Director y editor responsable: Carlos Silva Hernández.
- Propietario: Sociedad Periodística Portales Ltda.
- Administración y representante Legal: Marcela Toledo Cornejo.